# NHK山口放送局
NHK山口放送局（エヌエイチケイやまぐちほうそうきょく）は、山口県を放送対象地域とする日本放送協会（NHK）の地域放送局である。テレビとラジオで県域放送を行っている。

## 概要
1941年（昭和16年）4月に、中国地方で5番目となるNHKの地方放送局として開局。開局当初の名称は社団法人日本放送協会防府放送局で、防府市桑山（現在の防府市役所付近）から電波を送出していた。1962年（昭和37年）4月には第18回国民体育大会を控え山口市に移転、山口市中央5丁目（現在の山口放送会館とは市道を挟んで向かい側の場所）で山口放送会館を運用開始し、名称を山口放送局に改称した。これにより本土復帰前の沖縄県を除きすべての県庁所在地にNHKの地域放送局が設置された。また、NHKの地域放送局と民放の本社を通して県庁所在地の中では山口市が最も遅く開局した。ただ放送自体は1942年に防府放送局山口演奏所として放送されており防府放送局は防府市と山口市の2箇所で演奏所を持つ全国でも珍しい放送局だった。
現在の山口放送会館は、地上デジタル放送を控え2005年（平成17年）4月に現在地に移転し運用開始した建物であり、移転翌年の2006年（平成18年）10月1日より地上デジタル放送を開始した。それまでの（初代）山口放送会館は山口市役所の分庁舎として再活用されている。
下関局開設以前の下関市は福岡県北九州市とともに、「関門地区」として、山口・福岡両県とは別のエリアとして扱われていた歴史から、現在でもNHK北九州放送局を視聴する傾向にある。しかし完全デジタル化を控え、北九州デジタル局が山口県方面の出力を絞っていることを利用し、「完全デジタル化後、大半の地域では北九州のテレビは見られなくなるから、地元中継局にアンテナを向けるように」というキャンペーンを、デジタル放送完全移行日の1年前である2010年（平成22年）7月24日以降大々的に始めており、下関市出身の演歌歌手の山本譲二を地デジ化応援隊メンバーに起用しアピールしている。こうした福岡県との結びつきや、下関地方気象台が福岡管区気象台の傘下となっていることなどへの地域的配慮から、通常各県域で放送のローカルニュースが、大型連休前後・お盆・年末年始などに広島局発中国ブロックネットとなった場合も、山口局のみ県域放送を行う日がある。

## 沿革
- 1941年（昭和16年）4月19日 - 社団法人日本放送協会防府放送局開局、ラジオ放送開始（呼出符号：JOUG）。
- 1942年（昭和17年）
  - 1月8日 - 電波管制に伴う措置として萩臨時放送所開設、ラジオ放送開始（呼出符号なし、のちJOUQ）。
  - 4月1日 - 防府放送局山口演奏所開設（これにより、防府と山口の2箇所に演奏所をもつこととなった）。
- 1950年（昭和25年）6月1日 - 放送法施行に伴い社団法人日本放送協会が解散。特殊法人としての日本放送協会が設立され一切の権利義務を継承。
- 1951年（昭和26年）6月1日 - 防府第2放送（ラジオ）開始（呼出符号：JOUC）。
- 1956年（昭和31年）6月3日 - 下関放送局開局、ラジオ第1放送開始（呼出符号：JOUI、のちJOUQ。現在は廃止。JOUIは現在、鹿児島讀賣テレビが使用）。
- 1959年（昭和34年）
  - 3月22日 - 防府市西浦に新ラジオ放送所開設（1960年9月より無人化）。
  - 6月15日 - 防府総合テレビ開局（防府市大平山、呼出符号：JOUG-TV）[注 2]。
- 1961年（昭和36年）12月10日 - 田床山に萩テレビ中継局設置（県内初のテレビ中継局第1号）。
- 1962年（昭和37年）
  - 4月15日 - 山口放送会館（初代）を運用開始、これに伴い防府放送局と山口演奏所を統合し、山口放送局と改称（防府にあった本体を山口に一本化して集約）。
  - 7月31日 - 下関放送会館運用開始。
  - 9月1日 - 山口教育テレビ開局（防府市大平山、呼出符号：JOUC-TV）。
- 1964年（昭和39年）
  - 4月1日 - FM実験放送開始（防府市大平山、本放送開始は全国一斉に1969年3月1日）。
  - 10月1日 - 総合テレビカラー放送開始（防府市大平山）。
- 1966年（昭和41年）3月20日 - 教育テレビカラー放送開始（防府市大平山）。
- 1970年（昭和45年）3月31日 - 下関テレビ中継放送所開局（火の山）、併せてそれまで北九州放送局の管轄下におかれていた豊浦地区のテレビ・FM中継局を下関放送局に移管。
- 1981年（昭和56年）3月16日 - 山口FMステレオ回線開通。
- 1984年（昭和59年）12月25日 - 総合テレビ音声多重放送開始。
- 1985年（昭和60年）9月1日 - 緊急警報放送開始。
- 1986年（昭和61年）11月29日 - 文字多重放送開始。
- 1988年（昭和63年）7月22日 - NHKの組織改革により下関放送局を下関支局と改称。
- 1990年（平成2年）11月16日 - 山口放送局と韓国・KBS昌原放送総局の間で地域放送の協力協定を結ぶ
- 1991年（平成3年）3月21日 - 教育テレビ音声多重放送開始。
- 1996年（平成8年）9月5日 - 下関支局を海峡メッセ下関内のビル5階に移転し、これに伴い下関放送会館を閉鎖。
- 2005年（平成17年）4月11日 - 山口放送会館が現在地に移転。
- 2006年（平成18年）10月1日 - 地上デジタル放送開始。
- 2011年（平成23年）7月24日 - この日の正午でアナログ放送終了。翌日（7月25日）の午前0時までに完全停波。
- 2018年（平成30年）
  - 4月改編より週末・祝日（年末年始も含む）のニュース・気象情報はテレビ・ラジオともに終日広島からの中国地方向け放送に変更（原則として選挙及び災害等を除く）。これにより、山口県のニュース・気象情報は平日のみの放送となる。
  - 11月30日 - 下関支局の電話・受付窓口での問い合わせを終了。
- 2023年（令和5年）
  - 4月1日 - 令和改革により、部制（放送部・営業推進部等）からセンター制に見直され、コンテンツセンター、経営管理企画センターへ再編された。
  - 5月22日 - NHKプラスで地域向けのテレビ番組の見逃し配信が開始[1]。

## 主なテレビチャンネル・ラジオ周波数

### テレビ・FMラジオ
| 局名         | 送信所     | デジタル総合 リモコンキーID「1」 | デジタル教育 リモコンキーID「2」 | FM              | アナログ総合 （参考） | アナログ教育 （参考） |
| ------------ | ---------- | -------------------------------- | -------------------------------- | --------------- | --------------------- | --------------------- |
| 山口本局     | 大平山     | 16ch（1kW）                      | 13ch（1kW）                      | 85.3MHz（500W） | 9ch（1kW）            | 1ch（1kW）            |
| 山口鴻之峯局 | 鴻ノ峰     | 37ch（1W）                       | 40ch（1W）                       | 85.9MHz（10W）  | 44ch（10W）           | 42ch（10W）           |
| 阿東局       | 西地山     | 43ch（3W）                       | 41ch（3W）                       | 84.2MHz（10W）  | 8ch（10W）            | 12ch（10W）           |
| 宇部局       | 大場山     | 43ch（0.3W）                     | 46ch（0.3W）                     | 83.3MHz（100W） | 58ch（100W）          | 55ch（100W）          |
| 美祢局       | 桜山       | 16ch（10W）                      | 13ch（10W）                      | 84.5MHz（50W）  | 58ch（100W）          | 55ch（100W）          |
| 下関局       | 火の山     | 16ch（100W）                     | 13ch（100W）                     | 83.1MHz（50W）  | 39ch（1kW）           | 41ch（1kW）           |
| 下関西局     | 浅野*      | 16ch（3W）                       | 13ch（3W）                       | -               | -                     | -                     |
| 豊浦局       | 草場山     | 53ch（3W）                       | 54ch（3W）                       | 81.3MHz（10W）  | 46ch（30W）           | 44ch（30W）           |
| 豊田局       | 華山       | 16ch（3W）                       | 13ch（3W）                       | 83.8MHz（10W）  | 50ch（30W）           | 47ch（30W）           |
| 長門局       | 矢ヶ浦岳   | 61ch（30W）                      | 58ch（30W）                      | 83.5MHz（3W）   | 8ch（10W）            | 12ch（10W）           |
| 豊北局       | 大浦岳     | 53ch（1W）                       | 54ch（1W）                       | 81.9MHz（10W）  | 57ch（10W）           | 55ch（10W）           |
| 萩局         | 田床山     | 56ch（100W）                     | 58ch（100W）                     | 82.4MHz（100W） | 3ch（250W）           | 6ch（100W）           |
| 須佐田万川局 | 高山       | 56ch（2.5W）                     | 51ch（2.5W）                     | 82.9MHz（10W）  | 8ch（3W）             | 12ch（3W）            |
| 柳井局       | 石城山     | 30ch（10W）                      | 32ch（10W）                      | 84.0MHz（100W） | 57ch（100W）          | 54ch（100W）          |
| 東和局       | 嵩山       | 50ch（1W）                       | 40ch（1W）                       | 82.5MHz（10W）  | 48ch（100W）          | 46ch（100W）          |
| 錦局         | 惣右衛門山 | 47ch（0.3W）                     | 45ch（0.3W）                     | 83.1MHz（10W）  | 5ch（3W）             | 7ch（3W）             |
| 岩国局       | 城山       | 32ch（0.5W）                     | 40ch（0.5W）                     | 85.0MHz（10W）  | 9ch（10W）            | 1ch（10W）            |
| 岩国局       | 野登呂山*  | 38ch（100W）                     | 40ch（100W）                     | -               | -                     | -                     |

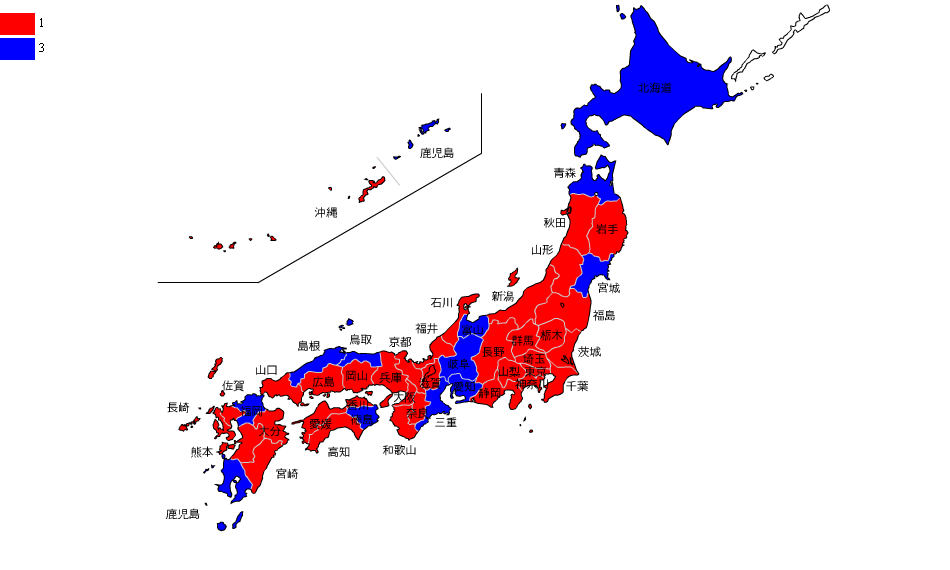
NHK総合のリモコンキーID

※「*」＝域外中継局（下関西局は福岡県北九州市小倉北区、岩国デジタル局は広島県江田島市にある）
- アナログ総合・アナログ教育は2011年7月24日をもって運用を終了した。
  - 大平山本局は、日本でも数少ない「教育テレビをアナログ1chで放送していた本局」であった（ほかには長崎局の稲佐山本局のみ）。1chはNHKとしては引き継ぐものの教育から総合へ変わった。類似のケースは、同じく「1」がNHKで使われていた関東1都6県・山梨県・山口県、「2」がNHKで使われていた近畿2府4県・秋田県・福島県・長野県・静岡県・愛媛県・熊本県・沖縄県、「3」がNHKで使われていた地域のうちアナログ親局1chが民放で使われた地域（東海3県・北海道・福岡県etc）がある。
- 広島県、福岡県、大分県で本局総合を越境受信される場合は01*-1となりポジションは両県とも空いている『6』となる。
- 『6』をTBS系列局で使用されている島根県や愛媛県で本局総合を越境視聴される場合はポジションが『7』（地理的に福岡県から遠くテレQを受信しにくい）か『9』以降となる。

### AMラジオ
| 局名      | ラジオ第1 | ラジオ第1 | ラジオ第1    | ラジオ第2 | ラジオ第2 | ラジオ第2    | 備考                                          |
| 局名      | 周波数    | 送信出力  | コールサイン | 周波数    | 送信出力  | コールサイン | 備考                                          |
| --------- | --------- | --------- | ------------ | --------- | --------- | ------------ | --------------------------------------------- |
| 山口本局* | 675kHz    | 5kW       | JOUG         | 1377kHz   | 5kW       | JOUC         | 防府市西浦に所在する。（NHK防府ラジオ放送所） |
| 萩局      | 963kHz    | 1kW       | -            | 1125kHz   | 1kW       | -            |                                               |
| 須佐局    | 1368kHz   | 100W      | -            | -         | -         | -            |                                               |
| 岩国局    | 585kHz    | 300W      | -            | -         | -         | -            |                                               |
| 下関局    | 1026kHz   | 100W      | -            | 1359kHz   | 100W      | -            |                                               |

## 情報カメラ設置ポイント
| カメラ名       | 設置場所                  | 撮影範囲                                   |
| -------------- | ------------------------- | ------------------------------------------ |
| 錦帯橋         | 岩国城ロープウェイ山頂駅  | 錦帯橋、岩国市内を撮影                     |
| 岩国錦帯橋空港 | 岩国錦帯橋空港 展望デッキ | -                                          |
| 防府           |                           | 新山口駅前付近を撮影                       |
| 放送会館       |                           | 山口市内を撮影                             |
| 下関           |                           | 火の山から下関市内、関門海峡、門司港を撮影 |

## 支局
- 下関支局：下関市豊前田町3丁目3-1 海峡メッセ下関5階
- 周南支局：周南市御幸通2丁目12 秋本ビル3階
- 岩国支局：岩国市今津町1丁目12-16
- 宇部地域支局：宇部市寿町3丁目3-34
- 萩支局：萩市大字今古萩町字今古萩町40-1 2階

## 海外の提携局
- 韓国 KBS昌原放送総局

## 主な山口局制作番組
2024年4月1日から
総合テレビ
太字はNHKプラスの「ご当地プラス」において見逃し配信を実施している番組。
- 山口県のニュース（平日 12:15 - 12:20）
- 情報維新!やまぐち（平日 18:10 - 19:00）
  - 2023年5月22日放送分からNHKプラスで見逃し配信開始。
- Yスペ -YAMAGUCHI SPECIAL-（金曜 19:30 - 19:55、土曜 7:30 - 7:55／※月2回程度放送。その他の週は広島から『コネクト』を同時ネットするが、企画により同番組が広島局・山口局共同制作または山口局制作となる場合あり）
  - 不定期で広島局（広島県ローカルまたは山口局を含む中国ブロックネット）でも遅れ放送される場合がある（番組送出は広島局が担当のため、2021年12月の山口局の設備更新以前からウォーターマークが入る）。また内容によっては広島局・山口局共同制作の場合もある。
  - 2023年6月9日放送分からNHKプラスで見逃し配信開始。
- 情報維新!やまぐち845（平日 20:45 - 21:00）※祝日は休止し、20:55 - 21:00に「中国地方のニュース・気象情報」を放送。
- 情報維新!やまぐち645（土曜・日曜・祝日 18:45 - 19:00）

ラジオ第1・FM
- ニュース・気象情報など※土日・祝日・年末年始は、終日中国地方向け放送（広島局制作）のため山口県向け放送はなし[注 4]。斜字はFMサイマル放送
  - 7:20 - 7:25、9:55 - 10:00、12:15 - 12:20、13:55 - 14:00、18:50 - 19:00
- YAMAGUTIC（随時金曜 17:00 - 17:55）

### 過去に制作されたローカル番組
総合テレビ
- やまぐちくらしのチャンネル→とくもり情報ランチ→カフェのんた（昼前の県域情報番組。2014年3月20日放送終了。その後は広島発の枠となり『ひるまえ直送便』を放送。）
- てれのんた（広島発の「情報いちばん!ちゅうごく」を受けて放送された17時台の情報番組。1年で終了しその後は東京発『ゆうどき』。）
- やまぐち6:40→6:30 ニュースやまぐち→イブニングネットワーク山口→ニュース図鑑やまぐち→イブニングネットワークやまぐち→ゆうゆうワイド山口→ゆうゆうワイド（長らく続く夕方の情報番組。前者は東京発の全国パートを受けて18:30から放送。後者は1997年に17時台スタートの2時間番組として開始。2006年に「てれのんた」が始まることに伴い18時台のみに縮小。）
- YAMAGUTIC（金曜 19:30 - 19:55、土曜 10:55 - 11:23／※年8回放送。）
- おはよう山口（ - 2024年3月29日、平日 7:45 - 8:00／山口ローカルパートは7:51までで、7:51以降は広島から『NHKニュースおはようちゅうごく』を同時ネット）

FM
- やまぐちFM広場（FM放送。サタデーホットリクエストの第1部を差し替えて放送）

## アナウンサー・キャスター
- 氏名の後の*は、過去に山口局勤務経験のあるアナウンサー。

| 氏名           | 前任地           | 担当番組                                | 備考               |
| アナウンサー   | アナウンサー     | アナウンサー                            | アナウンサー       |
| -------------- | ---------------- | --------------------------------------- | ------------------ |
| 比田美仁       | 東京アナウンス室 | アナウンスグループ統括 山口県のニュース |                    |
| 手嶌真吾       | 仙台             | 情報維新!やまぐち （メインキャスター）  |                    |
| 堀田智之       | 新潟             | 情報維新!やまぐち （メインキャスター）  |                    |
| 長野亮         | 高知             | 山口県のニュース                        |                    |
| 石井晶也       | 初任地           | 山口県のニュース                        |                    |
| 契約キャスター |                  |                                         |                    |
| 大西結依       |                  | 情報維新!やまぐち （キャスター）        |                    |
| 宇部友貴       |                  | 情報維新!やまぐち （リポーター）        |                    |
| 中小路由華     |                  | 山口県のニュース                        |                    |
| 気象予報士     |                  |                                         |                    |
| 山崎貴裕       |                  | 情報維新!やまぐち                       | ウェザーマップ所属 |

## その他関連人物
- 平崎貴昭（宮崎局、山口局でアナウンサーを経て、周南支局記者）